# DBUs Landspokalturnering 2023-2024
La DBUs Landspokalturnering 2023-2024, anche nota come Oddset Pokalen 2023-2024 per motivi di sponsorizzazione, è la 70ª edizione della coppa danese di calcio, iniziata l'8 agosto 2023 e terminata il 9 maggio 2024.
Il Copenaghen è la squadra campione in carica.

## Calendario
Il calendario della competizione è strutturato come segue:
| Turno            | Date                         | Numero di partite | Squadre rimanenti | Entranti in questo turno                                                      |
| ---------------- | ---------------------------- | ----------------- | ----------------- | ----------------------------------------------------------------------------- |
| Preliminare      | Giugno - Luglio 2023         |                   | → 56              | Squadre dai campionati regionali (dal 6º al 9º livello)                       |
| Primo turno      | 8-15 agosto 2023             | 46                | 92 → 46           | 12 squadre di 1. Division 12 squadre di 2. Division 12 squadre di 3. Division |
| Secondo turno    | 5-7 settembre 2023           | 26                | 52 → 26           | 6 squadre di Superligaen                                                      |
| Sedicesimi       | 26-28 settembre 2023         | 16                | 32 → 16           | 6 squadre di Superligaen                                                      |
| Ottavi di finale | 31 ottobre - 2 novembre 2023 | 8                 | 16 → 8            |                                                                               |
| Quarti di finale | 5-11 dicembre 2023           | 4                 | 8 → 4             |                                                                               |
| Semifinali       | 9-25 aprile 2024             | 2                 | 4 → 2             |                                                                               |
| Finale           | 9 maggio 2024                | 1                 | 2 → 1             |                                                                               |

## Primo turno
Al primo turno partecipano 92 squadre:
- 56 squadre provenienti dai livelli dal sesto al nono del campionato danese
- le 12 squadre della 3. Division 2022-2023
- le 12 squadre della 2. Division 2022-2023
- le squadre dal terzo al dodicesimo posto della 1. Division 2022-2023
- le ultime due classificate della Superligaen 2022-2023

Le squadre sono divise in tre regioni:
- Sjælland/Bornholm/Falster/Lolland
- Fionia/Jutland meridionale
- Jutland settentrionale

### Sjælland/Bornholm/Falster/Lolland
| Squadra 1      | Risultato   | Squadra 2       |
| -------------- | ----------- | --------------- |
| 5 agosto 2023  |             |                 |
| NB Bornholm    | 1 - 3       | Bagsværd BK     |
| 8 agosto 2023  |             |                 |
| Amager FF      | 2 - 3 (dts) | Skjold Birkerød |
| LUIF           | 0 - 16      | B.93            |
| Hellerup       | 2 - 1       | Fremad Amager   |
| Greve          | 1 - 2       | Nykøbing        |
| Taastrup       | 3 - 2       | Glostrup        |
| Allerød        | 0 - 2       | Vanløse         |
| BSF            | 1 - 8       | Hillerød        |
| Tårnby BK      | 1 - 3       | HB Køge         |
| Dragør         | 0 - 4       | Helsingør       |
| Bispebjerg     | 1 - 4       | Ringsted        |
| Roskilde KFUM  | 1 - 4       | Brønshøj        |
| Gørslev        | 2 - 0       | B.1960          |
| Nakskov        | 1 - 8       | FA 2000         |
| B 1908         | 1 - 0       | Roskilde        |
| Frederiksholm  | 0 - 4       | Skjold          |
| 9 agosto 2023  |             |                 |
| Ledøje-Smørum  | 1 - 2       | AB              |
| Koge Union     | 0 - 2       | AB Tårnby       |
| Vallensbæk     | 0 - 6       | Ishøj           |
| Frem           | 0 - 1       | Næstved         |
| 10 agosto 2023 |             |                 |
| Tune IF        | 4 - 1       | B Frem          |

### Fionia/Jutland meridionale
| Squadra 1      | Risultato       | Squadra 2   |
| -------------- | --------------- | ----------- |
| 8 agosto 2023  |                 |             |
| Dalum          | 3 - 1           | OKS Odense  |
| Kolding B      | 4 - 0           | Varde       |
| KFUM           | 0 - 6           | Middelfart  |
| B 1909         | 2 - 2 (4-5 dtr) | Fjordager   |
| Avrasya        | 1 - 19          | Kolding IF  |
| 9 agosto 2023  |                 |             |
| Morud          | 1 - 5           | Næsby       |
| Otterup        | 2 - 4           | Oure        |
| Horsens        | 1 - 2           | SønderjyskE |
| KRFK           | 1 - 8           | Esbjerg     |
| 10 agosto 2023 |                 |             |
| Tåsinge        | 1 - 2           | Aabenraa    |
| 15 agosto 2023 |                 |             |
| Bredballe      | 0 - 8           | Fredericia  |

### Jutland settentrionale
| Squadra 1         | Risultato       | Squadra 2      |
| ----------------- | --------------- | -------------- |
| 8 agosto 2023     |                 |                |
| Odder IGF         | 0 - 1           | Skive          |
| Viby              | 5 - 2           | Holstebro      |
| Højslev Odder IGF | 1 - 6           | Vejlby-Risskov |
| Ringkøbing        | 1 - 0           | Kjellerup      |
| ASA Aarhus        | 2 - 4           | Lyseng         |
| Thisted           | 4 - 3           | Brabrand       |
| 9 agosto 2023     |                 |                |
| Jettsmark IF      | 2 - 3           | VSK Aarhus     |
| tst Fodbold       | 2 - 2 (3-1 dtr) | Vejgaard       |
| Søften            | 3 - 2           | Gug            |
| 10 agosto 2023    |                 |                |
| Young Boys FD     | 2 - 1           | Vendsyssel     |
| Aarhus 1900       | 0 - 3           | Hobro          |
| 15 agosto 2023    |                 |                |
| Egen UI           | 0 - 8           | Aalborg        |
| Nørresundby       | 1 - 7           | Aarhus Fremad  |

## Secondo turno
Al secondo turno partecipano 52 squadre:
- Le 46 vincenti del primo turno
- le prime 2 classificate della 1. Division 2022-2023
- le 4 squadre dal settimo al decimo posto della Superligaen 2022-2023

### Est
| Squadra 1        | Risultato   | Squadra 2 |
| ---------------- | ----------- | --------- |
| 5 settembre 2023 |             |           |
| Skjold Birkerød  | 0 - 2       | Vanløse   |
| Taastrup FC      | 0 - 5       | FA 2000   |
| Gørslev IF       | 1 - 2       | Ishøj     |
| Oure             | 3 - 4 (dts) | AB        |
| Brønshøj         | 0 - 5       | B.93      |
| B 1908           | 1 - 2 (dts) | Hellerup  |
| 6 settembre 2023 |             |           |
| Fjordager        | 0 - 8       | Hvidovre  |
| Skjold           | 2 - 5       | Helsingør |
| Hillerød         | 0 - 2       | Lyngby    |
| AB Tårnby        | 0 - 2       | Nykøbing  |
| 7 settembre 2023 |             |           |
| Tune IF          | 0 - 2       | ØB        |
| Bagsværd BK      | 0 - 7       | Næstved   |
| Ringsted         | 1 - 3       | Thisted   |

### Ovest
| Squadra 1         | Risultato | Squadra 2     |
| ----------------- | --------- | ------------- |
| 5 settembre 2023  |           |               |
| Nibe BK           | 1 - 2     | Esbjerg       |
| Skive             | 1 - 3     | B.93          |
| 6 settembre 2023  |           |               |
| Aabenraa          | 0 - 13    | Midtjylland   |
| Dalum             | 1 - 8     | Fredericia    |
| Lyseng            | 3 - 1     | Middelfart    |
| Viby              | 2 - 0     | Skovbakken    |
| Ringkøbing        | 0 - 4     | Kolding IF    |
| Vejlby-Risskov    | 0 - 6     | Aalborg       |
| Kolding B         | 0 - 2     | Hobro         |
| SønderjyskE       | 0 - 1     | Vejle         |
| 7 settembre 2023  |           |               |
| Søften GF         | 1 - 8     | Aarhus Fremad |
| 12 settembre 2023 |           |               |
| tst Fodbold       | 3 - 2     | Næsby         |
| Young Boys FD     | 0 - 1     | Silkeborg     |

## Terzo turno
Al terzo turno partecipano 32 squadre:
- Le 26 vincenti del secondo turno
- Le prime 6 classificate della Superligaen 2022-2023

| Squadra 1         | Risultato       | Squadra 2    |
| ----------------- | --------------- | ------------ |
| 26 settembre 2023 |                 |              |
| tst Fodbold       | 0 - 7           | Vejle        |
| HB Køge           | 2 - 4 (dts)     | Lyngby       |
| Aalborg           | 2 - 3           | Fredericia   |
| Vanløse           | 1 - 3 (dts)     | Ishøj        |
| FA 2000           | 2 - 3 (dts)     | AB           |
| 27 settembre 2023 |                 |              |
| Aarhus Fremad     | 1 - 2           | Helsingør    |
| Hobro             | 0 - 1           | Odense       |
| Næstved           | 0 - 2           | Midtjylland  |
| B.93              | 4 - 4 (3-5 dtr) | Randers      |
| Hellerup          | 0 - 3           | Brøndby      |
| Thisted           | 1 - 3           | Silkeborg    |
| Esbjerg           | 3 - 4           | Viborg       |
| Lyseng            | 0 - 9           | Copenaghen   |
| 28 settembre 2023 |                 |              |
| Kolding IF        | 2 - 2 (2-3 dtr) | Nordsjælland |
| Nykøbing          | 0 - 1           | Aarhus       |
| 4 ottobre 2023    |                 |              |
| Viby              | 0 - 2           | Hvidovre     |

## Ottavi di finale
| Squadra 1       | Risultato       | Squadra 2    |
| --------------- | --------------- | ------------ |
| 31 ottobre 2023 |                 |              |
| Helsingør       | 2 - 2 (3-5 dtr) | Lyngby       |
| Copenaghen      | 1 - 0           | Midtjylland  |
| 1 novembre 2023 |                 |              |
| Viborg          | 2 - 3           | Nordsjælland |
| Hvidovre        | 1 - 5           | Silkeborg    |
| AB              | 1 - 1 (3-2 dtr) | Vejle        |
| Fredericia      | 3 - 1           | Odense       |
| 2 novembre 2023 |                 |              |
| Ishøj           | 0 - 4           | Aarhus       |
| Randers         | 0 - 1           | Brøndby      |

## Quarti di finale
| Squadra 1                          | Totale | Squadra 2 | Andata | Ritorno |
| ---------------------------------- | ------ | --------- | ------ | ------- |
| 6 dicembre 2023 / 9 dicembre 2023  |        |           |        |         |
| Nordsjælland                       | 5 - 1  | AB        | 3 - 0  | 2 - 1   |
| Copenaghen                         | 2 - 3  | Silkeborg | 0 - 2  | 2 - 1   |
| 7 dicembre 2023 / 10 dicembre 2023 |        |           |        |         |
| Aarhus                             | 3 - 2  | Brøndby   | 2 - 0  | 1 - 2   |
| Fredericia                         | 4 - 2  | Lyngby    | 3 - 2  | 1 - 0   |

## Semifinali
| Squadra 1                      | Totale | Squadra 2  | Andata | Ritorno |
| ------------------------------ | ------ | ---------- | ------ | ------- |
| 29 marzo 2024 / 10 aprile 2024 |        |            |        |         |
| Nordsjælland                   | 2 - 4  | Aarhus     | 2 - 3  | 0 - 1   |
| 29 marzo 2024 / 10 aprile 2024 |        |            |        |         |
| Silkeborg                      | 6 - 3  | Fredericia | 6 - 1  | 0 - 2   |

## Finale
| Arbitro: | Mikkel Redder |

|           |           |  |
| Sonne 38’ | Marcatori |  |